# روز جهانی مسجد
روز جهانی مسجد (و نیز: روز جهانی مساجد) یک روز مناسبتی در تقویم رسمی جمهوری اسلامی ایران است. ۲۱ اوت هر سال (برابر با ۳1 مرداد)، روز جهانی مسجد نامگذاری شده است.

## تاریخچه
در اجلاس وزیران امور خارجه کشورهای اسلامی تهران، سازمان فرهنگ و ارتباطات اسلامی ایران به این اجلاس پیشنهاد کرد تا سالگرد آتش زدن مسجدالاقصی توسط اسرائیل به عنوان روز جهانی مساجد تعیین شود که مورد پذیرش قرار گرفت.
دنیس مایکل ولیم روهان شهروند اسرائیلی در ساعت هفت صبح روز ۲۱ آگوست سال ۱۹۶۹ مسجدالاقصی را به آتش کشید. در نتیجه این اقدام، ۱۵۰۰ متر مربع از فضای مسجد از بین رفت و منبر تاریخی مسجد منتسب به سلطان ناصر صلاح‌الدین یوسف بن ایوب (سال ۵۸۳ هجری) در آتش سوخت.